# Ryan Sailor
Ryan Sailor (Centennial, 27 de noviembre de 1998) es un futbolista estadounidense que juega de defensa para el Inter de Miami de la Major League Soccer.

## Biografía
Tras empezar a formarse como futbolista en las categorías inferiores del Inter de Miami, finalmente fue convocado por el primer equipo en la temporada de 2022, haciendo su debut el 7 de mayo de 2022 en la Major League Soccer contra el Charlotte FC tras jugar de titular los 90 minutos del partido.

## Clubes
| Club              | País           | Año   | Partidos | Goles |
| ----------------- | -------------- | ----- | -------- | ----- |
| Inter de Miami II | Estados Unidos | 2022- | 15       | 1     |
| Inter de Miami    | Estados Unidos | 2022- | 45       | 1     |

## Palmarés

### Campeonatos nacionales
| Título             | Club           | País           | Año  |
| ------------------ | -------------- | -------------- | ---- |
| Leagues Cup        | Inter de Miami | Estados Unidos | 2023 |
| Supporters' Shield | Inter de Miami | Estados Unidos | 2024 |